# Rhododendronblåstjärt
Rhododendronblåstjärt (Tarsiger hyperythrus) är en asiatisk tätting som numera placeras i familjen flugsnappare.

## Utseende och läten
Rhododendronblåstjärt är en 15 cm lång fågel som liknar sina nära släktingar tajgablåstjärt och himalayablåstjärt i hållning och form. Hanen har mörkblå ovansida, svartaktiga örontäckare, gnistrande blå ögonbrynsstreck och axlar samt rostorange undersida. Honan har blå stjärt, jämfört med hona av båda arter med orangebeige strupe och brunare bröst och flanker. Sången beskrivs som en enkel, läspande melodi, på engelska återgiven som "zeew zee zwee zwee". Lätet är ett lågt "duk".

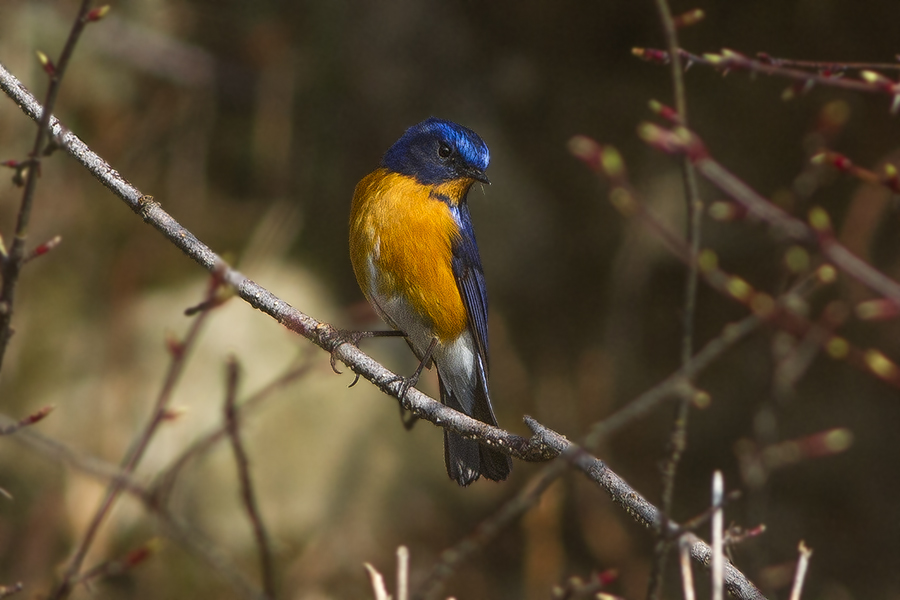
Hane rhododendronblåstjärt i Sikkim, Indien.

## Utbredning och systematik
Rhododendronblåstjärt förekommer i Himalaya i nordöstra Indien, sydöstra Tibet och södra Kina. Den flyttar vintertid så långt som till Myanmar. Den behandlas som monotypisk, det vill säga att den inte delas in i några underarter.

### Familjetillhörighet
Fåglarna i Tarsiger ansågs fram tills nyligen (liksom bland andra buskskvättor, stentrastar, rödstjärtar) vara små trastar. DNA-studier visar dock att de är marklevande flugsnappare (Muscicapidae) och förs därför numera till den familjen.

## Levnadssätt
Rhododendronblåstjärt häckar i bergsbelägen tät barrblandskog, huvudsakligen med Abies densa och trädstora rhododendron, i Himalaya på över 3200 meters höjd. Vintertid söker den sig till lägre nivåer och ses i städsegröna skogar mellan 1370 och 1525 meter över havet. Den ses på eller nära marken med upprätt hållning, födosökande efter insekter. Fågeln har setts mata ungar i maj, i övrigt saknas information om dess häckningsbiologi.

## Status och hot
Arten har ett stort utbredningsområde och en stor population med stabil utveckling och tros inte vara utsatt för något substantiellt hot. Utifrån dessa kriterier kategoriserar internationella naturvårdsunionen IUCN arten som livskraftig (LC). Världspopulationen har inte uppskattats men den beskrivs som fåtalig i östra Himalaya, sällsynt i Kina och ganska vanlig i Myanmar.